# Dicranella proscripta
Dicranella proscripta är en bladmossart som beskrevs av Mitten in Melliss 1875. Dicranella proscripta ingår i släktet jordmossor, och familjen Dicranaceae. Inga underarter finns listade i Catalogue of Life.